# Prostitución forzosa
Prostitución forzosa, también conocido como prostitución involuntaria o prostitución obligatoria, es prostitución o esclavitud sexual que tiene lugar a raíz de coerción por un tercer partido. Los plazos «la prostitución forzada» o «la prostitución aplicada» aparecen en convención internacionales y humanitarias como el Estatuto de Roma del Tribunal Criminal Internacional. "La prostitución forzada" se refiere a condiciones de control sobre una persona quién está coaccionado por otro para comprometerse en una actividad sexual.
La prostitución forzada es un delito contra la persona debido a la vulneración de los derechos de víctima de movimiento a través de coerción y debido a su explotación comercial.

## Situación legal
La prostitución forzosa es ilegal bajo ley consuetudinaria en todos los países. Esto es diferente de prostitución voluntaria cuáles pueden tener un estado legal diferente en países diferentes, los cuales varían de ser plenamente ilegales ypunibles por muerte a ser legal y regulado como una ocupación.
Mientras la legalidad de la prostitución de adulto varía entre jurisdicciones, la prostitución de niños es ilegal casi en todas partes en el mundo.
En 1949, la ONU la asamblea General adoptó la Convención para la Supresión del Tráfico en Personas y de la Explotación de la Prostitución de Otros. Esta Convención agrupa un número de convenciones previas que cubrían algunos aspectos de prostitución forzada, y otros aspectos de prostitución. Penaliza el aprovisionamiento y la incentivación a la prostitución así como el mantenimiento de burdeles. Hasta el 2013, la Convención sólo ha sido ratificada por 82 países. Uno del principal de su no ratificación por muchos países es porque el término 'voluntario' es definido en términos muy vagos en algunas legislaciones nacionales en países con una industria de sexo legal. Por ejemplo, en países como Alemania, los Países Bajos, Nueva Zelanda, Grecia y Turquía y otros países; algunas formas de prostitución y proxenetismo es legal y regulado como ocupaciones profesionales.

## Prostitución infantil
La prostitución infantil se considera intrínsecamente no consentida y de explotación, ya que los niños, debido a su edad, no pueden dar su consentimiento legalmente. En la mayoría de los países, la prostitución infantil es ilegal independientemente de que el niño alcance una edad legal de consentimiento más baja.
Los estados participantes en el Protocolo Facultativo sobre la Venta de Niños, la Prostitución Infantil y la Utilización de Niños en la Pornografía deben prohibir la prostitución infantil. El Protocolo define a un niño como cualquier ser humano menor de 18 años, "a menos que la ley de un país reconozca una mayoría de edad anterior". El Protocolo entró en vigor el 18 de enero de 2002 y, a diciembre de 2013, 166 estados son parte del Protocolo y otros 10 estados lo han firmado pero aún no lo han ratificado.
El Convenio sobre la prohibición de las peores formas de trabajo infantil, 1999 (Convenio núm. 182) de la Organización Internacional del Trabajo (OIT) establece que la utilización, el reclutamiento u oferta de un niña u niño para la prostitución es una de las peores formas de trabajo infantil. Esta convención, adoptada en 1999, establece que los países que la habían ratificado deben eliminar la práctica de manera urgente. Este convenio sufrió el ritmo más rápido de ratificaciones en la historia de la OIT desde 1919. 
En los Estados Unidos, el Acto de protección de la víctimas de tráfico y violencia del 2000 clasifica cualquier "acto de sexo comercial [qué] inducido a la fuerza, fraude, o coerción, o en qué la persona sea menor de 18 años de edad" como una "forma severa de tráfico en personas".
En muchos países, especialmente países más pobres, prostitución de niño queda un problema muy serio, y turistas numerosos del viaje Mundial Occidental a estos países para comprometer en turismo sexual de niño. Tailandia, Camboya, India, Brasil y México han sido identificados como principales hotspots de niño explotación sexual.

## Tráfico humano
La trata de personas, especialmente de niñas y mujeres, a menudo conduce a la prostitución forzada y la esclavitud sexual. Según un informe de la UNODC, a nivel internacional, los destinos más comunes para las víctimas de la trata de personas son Tailandia, Japón, Israel, Bélgica, Holanda, Alemania, Italia, Turquía y Estados Unidos. Las principales fuentes de trata de personas son Tailandia, China, Nigeria, Albania, Bulgaria, Bielorrusia, Moldavia y Ucrania. Las víctimas del tráfico de cibersexo son transportadas y luego obligadas a realizar actos sexuales o violadas frente a una cámara web en transmisiones en vivo que a menudo se comercializan.
Después de la primera conferencia internacional sobre la prevención de la trata de mujeres en París en 1885, se iniciaron una serie de iniciativas para restringir el comercio de mujeres en el comercio sexual. Tanto la Liga de Naciones como las Naciones Unidas han abordado el tema.
Un informe de 2010 de la Oficina de las Naciones Unidas contra la Droga y el Delito estima que, a nivel mundial, el 79% de las víctimas identificadas de la trata de personas fueron víctimas de trata con fines de explotación sexual, el 18% para trabajos forzados y el 3% para otras formas de explotación. En 2011, la Comisión Europea estimó de forma preliminar en septiembre de 2011, que de manera similar, queentre las víctimas de la trata de personas, el 75% fueron víctimas de trata con fines de explotación sexual y el resto con fines de trabajo forzoso u otras formas de explotación.
Debido a la naturaleza ilegal de la prostitución y las diferentes metodologías utilizadas para separar la prostitución forzada de la prostitución voluntaria, es difícil estimar con precisión el alcance de este fenómeno. Según un informe de 2008 del Departamento de Estado de EE. UU.: "Anualmente, según una investigación patrocinada por el gobierno de EE. UU. Completada en 2006, entre 600.000 y 800.000 personas son víctimas de la trata a través de las fronteras nacionales, lo que no incluye a millones de personas víctimas de la trata dentro de sus propios países. Aproximadamente el 80% de las víctimas transnacionales son mujeres y niñas y hasta el 50% son menores, y la mayoría de las víctimas transnacionales son traficadas con fines de explotación sexual comercial ". Un informe de la Comisión Europea de 2014 encontró que de 2010 a 2013, un total de 30.146 personas fueron registradas como víctimas de la trata de personas en los 28 Estados miembros de la Unión Europea; de estos, el 69% fueron víctimas de explotación sexual.
En 2004, The Economist afirmó que solo una pequeña proporción de prostitutas fueron objeto de trata explícitamente en contra de su voluntad.
Elizabeth Pisani protestó contra la histeria percibida en torno a la trata de personas que precede a eventos deportivos como el Super Bowl o la Copa Mundial de Fútbol.
El Protocolo de las Naciones Unidas para Prevenir, Reprimir y Sancionar la Trata de Personas, Especialmente Mujeres y Niños (también denominado Protocolo de Palermo) es un protocolo de la Convención de las Naciones Unidas contra la Delincuencia Organizada Transnacional y define la trata de personas como el "reclutamiento, transporte, traslado, la acogida o recepción de personas, mediante la amenaza o el uso de la fuerza u otras formas de coacción, el secuestro, el fraude, el engaño, el abuso de poder o de una situación de vulnerabilidad o la entrega o recepción de pagos o beneficios para lograr el consentimiento de una persona que tiene control sobre otra persona, con fines de explotación ". Por esta razón, la amenaza, la coerción o el uso de la fuerza no son necesarios para constituir trata, la explotación de una vulnerabilidad existente, como la vulnerabilidad económica o la vulnerabilidad sexual, es suficiente. Sigma Huda, reportera especial de la ONU sobre la trata de personas, observó que "en su mayor parte, la prostitución tal como se practica en el mundo por lo general satisface los elementos de la trata".  Sin embargo, Save the Children ve la trata explícita y la prostitución como temas diferentes: "Sin embargo, el tema [la trata de personas] se ve envuelto en controversias y confusión cuando la prostitución también se considera una violación de los derechos humanos básicos tanto de las mujeres adultas como de los menores, e igual a la explotación sexual per se. Desde este punto de vista, entonces, la trata y la prostitución se confunden ".

## Prostitución voluntaria frente a involuntaria
Con respecto a la prostitución, existen tres visiones del mundo: abolicionismo (donde la prostituta es considerada víctima), regulación (donde la prostituta es considerada trabajadora) y prohibicionismo (donde la prostituta es considerada criminal). Actualmente todas estas opiniones están representadas en algún país occidental.
Para los defensores de la visión abolicionista, la prostitución es siempre una práctica coercitiva y la prostituta es vista como una víctima. Argumentan que la mayoría de las prostitutas son obligadas a practicar, ya sea directamente, por proxenetas y traficantes, indirectamente a través de la pobreza, la adicción a las drogas y otros problemas personales, o, como ha sido argumentado en las últimas décadas por feministas radicales como Andrea Dworkin, Melissa Farley y Catharine MacKinnon, simplemente por las estructuras sociales patriarcales y las relaciones de poder entre hombres y mujeres. William D. Angel descubre que "la mayoría" de las prostitutas se han visto obligadas a dedicarse a la ocupación debido a la pobreza, la falta de educación y las posibilidades de empleo. Kathleen Barry sostiene que no debería haber distinción entre prostitución "libre" y "forzada", "voluntaria" e "involuntaria", "ya que cualquier forma de prostitución es una violación de los derechos humanos, una afrenta a la mujer que no puede considerarse trabajo digno". El Partido Verde de Francia sostiene: "El concepto de" libre elección "de la prostituta es de hecho relativo, en una sociedad donde la desigualdad de género está institucionalizada". Los defensores del punto de vista abolicionista sostienen que la prostitución es una práctica que en última instancia conduce a la destrucción mental, emocional y física de las mujeres que la practican y, como tal, debería abolirse. Como resultado de esas opiniones sobre la prostitución, Suecia, Noruega e Islandia han promulgado leyes que penalizan a los clientes de las prostitutas, pero no a las prostitutas mismas.
En contraste con la visión abolicionista, quienes están a favor de la legalización no consideran a las mujeres que ejercen la prostitución como víctimas, sino como mujeres adultas independientes que han tomado una decisión que debe ser respetada. Mariska Majoor, ex prostituta y fundadora del Prostitution Information Center, de Ámsterdam, sostiene que: "A nuestros ojos [de las trabajadoras sexuales] es una profesión, una forma de ganar dinero; es importante que seamos realistas al respecto... La prostitución no es mala, solo es mala si se hace en contra de la voluntad. La mayoría de las mujeres toman esta decisión por sí mismas". Según los defensores de la regulación, la prostitución debe considerarse una actividad legítima, que debe ser reconocida y regulada, a fin de proteger los derechos de los trabajadores y prevenir los abusos. Las prostitutas son tratadas como trabajadoras sexuales que disfrutan de beneficios similares a otras ocupaciones. La Carta Mundial de los Derechos de las Prostitutas (1985), redactada por el Comité Internacional de los Derechos de las Prostitutas, pide la despenalización de "todos los aspectos de la prostitución adulta resultantes de decisiones individuales". Desde mediados de la década de 1970, las trabajadoras sexuales de todo el mundo se han organizado para exigir la despenalización de la prostitución, la igualdad de protección ante la ley, mejores condiciones laborales, el derecho a pagar impuestos, viajar y recibir beneficios sociales como pensiones. Como resultado de estos puntos de vista sobre la prostitución, países como Alemania, los Países Bajos y Nueva Zelanda han legalizado completamente la prostitución que se considera un trabajo como cualquier otro.
En su comprensión de la distinción entre trabajo sexual y prostitución forzada, la organización Open Society Foundations afirma: "El trabajo sexual lo realizan adultos que consienten, donde el acto de vender o comprar servicios sexuales no es una violación de los derechos humanos".

## Discriminación legal
La discriminación sexual les ocurre a quienes trabajan tanto en el trabajo sexual como en la prostitución forzada. Históricamente, los delitos que involucran violencia contra la mujer y que tienen que ver con la prostitución y el trabajo sexual han sido tomados menos en serio por la ley. Aunque se han aprobado actos como la Ley de Violencia contra la Mujer para tomar medidas para prevenir este tipo de violencia, todavía hay sexismo arraigado en la forma en que el sistema legal aborda estos casos. La violencia de género es una forma grave de discriminación que se ha filtrado a través de muchas grietas en el sistema legal de los Estados Unidos. Estos esfuerzos se han quedado cortos debido a que no existe una protección constitucional contra la discriminación de las mujeres.
A menudo, según la policía, no hay pruebas de que cuando se arresta a un hombre por solicitar una prostituta se trate de un delito de género. Sin embargo, existen grandes discrepancias entre los arrestos de prostitutas y los arrestos de hombres atrapados en el acto. Si bien el 70% de los arrestos relacionados con la prostitución son de mujeres prostitutas, solo el 10% de los arrestos relacionados son hombres / clientes. Independientemente de si la niña o la mujer es menor de edad o se ve obligada a participar en el intercambio, a menudo se la arresta y se culpa a la víctima en lugar de ofrecerle recursos. Los hombres acusados de participar en estos actos ilegales con mujeres que son prostitutas pueden pagar y, por lo tanto, generalmente pagan su liberación mientras que la mujer no puede hacerlo. Esto genera un ciclo de violencia contra la mujer, ya que el desenlace de la situación favorece al hombre. En un caso, una mujer de diecinueve años en Oklahoma fue acusada de ofrecerse a ejercer la prostitución cuando se sabía que la mujer había sido previamente víctima de trata sexual de personas. Ella es un ejemplo de cómo la criminalización de la prostitución a menudo lleva a que las mujeres sean arrestadas varias veces debido al hecho de que a menudo son castigadas o arrestadas incluso cuando son víctimas de una situación. Las mujeres jóvenes y las niñas tienen una probabilidad mucho mayor de ser arrestadas por prostitución que los niños en general, y las mujeres víctimas de la trata de personas a menudo terminan siendo arrestadas en múltiples ocasiones, registradas como delincuentes sexuales e institucionalizadas. La falta de rehabilitación otorgada a las mujeres después de experiencias con la trata de personas contribuye a los ciclos de arrestos que enfrentan la mayoría de las mujeres que se dedican a la prostitución.
La ERA o Enmienda de Igualdad de Derechos es una enmienda propuesta a la Constitución de los Estados Unidos que aún no ha sido ratificada. Garantizaría que la ley no pueda negar la igualdad de derechos por razón de sexo. Con esta enmienda en vigor, permitiría que los trabajadores sexuales y las víctimas de la trata de personas tengan influencia legal en lo que respecta a las discrepancias en la forma en que se enjuicia a hombres y mujeres (clientes y prostitutas). Esto se debe al hecho de que habría bases legales para argumentar el trato legal desigual por razón de sexo, que actualmente no está prohibido por la constitución de Estados Unidos. Aunque existen otros actos y leyes que protegen contra la discriminación basada en una variedad de categorías e identidades, a menudo no son lo suficientemente sustanciales, brindan lagunas y no ofrecen la protección adecuada. Esto se conecta con el feminismo liberal y el enfoque más individualista que viene con esta teoría. Las feministas liberales creen que debería haber igualdad entre los sexos y esto debería lograrse mediante la igualdad de derechos legales, la igualdad de educación y que las mujeres tengan "una mayor autoestima como individuos". Esta teoría se enfoca en la igualdad a un nivel más individual como se supone para repensar los sistemas legales mismos o los sistemas de género, al igual que la ERA trabaja por la igualdad de sexos dentro de un sistema existente.

## Situación global

### Europa
En Europa, desde la caída del Telón de Acero, los países del antiguo bloque del Este como Albania, Moldavia, Bulgaria, Rusia, Bielorrusia y Ucrania han sido identificados como los principales países de origen de la trata de mujeres y niños. Las mujeres jóvenes y las niñas a menudo son atraídas a países más ricos con promesas de dinero y trabajo y luego reducidas a la esclavitud sexual. Se estima que dos tercios de las mujeres objeto de trata con fines de prostitución en todo el mundo provienen anualmente de Europa del Este y China, tres cuartas partes de las cuales nunca antes habían trabajado como prostitutas. Los principales destinos son Bélgica, Países Bajos, Alemania, Italia, Turquía, Oriente Medio (Israel, Emiratos Árabes Unidos), Asia, Rusia y Estados Unidos.

### América

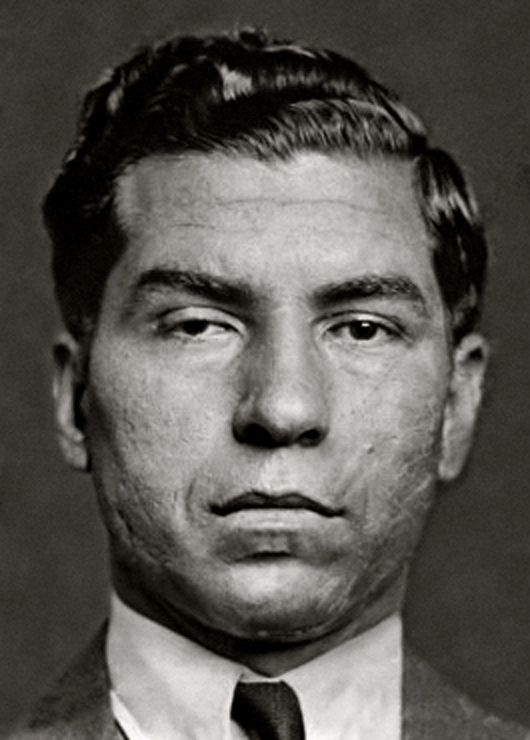
El mafioso Charles "Lucky" Luciano fue condenado por prostitución obligatoria y por dirigir un negocio de prostitución en los Estados Unidos en 1936

En México, muchas organizaciones criminales atraen y capturan mujeres y las utilizan en burdeles. Una vez que las mujeres se vuelven inútiles para las organizaciones, a menudo son asesinadas. A menudo, las organizaciones criminales se centran en las niñas pobres y desempleadas y las atraen a través de ofertas de trabajo (trabajos regulares), que se realizan a través de vallas publicitarias y carteles, colocados en las calles. En algunas ciudades, como Ciudad Juárez, existe un alto grado de corrupción en todos los niveles de la escala social (policía, juzgados...) lo que dificulta el combate a esta actividad delictiva. Los hoteles donde se retiene a las mujeres y que la policía conoce a menudo tampoco son allanados ni clausurados por la policía. Tampoco se investigan activamente las ofertas de trabajo. Algunas ONG como Nuestras Hijas de Regreso a Casa están tratando de contraatacar, a menudo sin mucho éxito.
En EE. UU., en 2002, el Departamento de Estado de EE. UU. repitió una estimación anterior de la CIA de que cada año, alrededor de 50.000 mujeres y niños son llevados contra su voluntad a los EE. UU. para su explotación sexual. El exsecretario de Estado Colin Powell dijo que "[aquí] y en el extranjero, las víctimas de la trata de personas se afanan en condiciones inhumanas: en burdeles, talleres clandestinos, campos e incluso en casas particulares". Además de las víctimas de la trata internacional, los ciudadanos estadounidenses también se ven obligados a prostituirse. Según el Centro Nacional para Niños Desaparecidos y Explotados, "entre 100.000 y 293.000 niños están en peligro de convertirse en mercancías sexuales".

### Oriente Medio
Las mujeres de Europa del Este son traficadas a varios países del Medio Oriente, incluidos Turquía y los Emiratos Árabes Unidos. Hasta 2004, Israel fue un destino frecuente de la trata de personas para la industria del sexo.
Un gran número de mujeres iraquíes que huyeron de la guerra de Irak se dedicaron a la prostitución, mientras que otras fueron traficadas en el extranjero, a países como Siria, Jordania, Egipto, Catar, los Emiratos Árabes Unidos, Turquía e Irán. Solo en Siria, se estima que 50.000 niñas y mujeres iraquíes refugiadas, muchas de ellas viudas, se han prostituido. Las prostitutas iraquíes baratas ayudaron a hacer de Siria un destino popular para los turistas sexuales antes de la guerra civil siria. Los clientes provienen de países más ricos de Oriente Medio. Se ofrecen precios altos para las vírgenes.

### Asia
En Asia, Japón es el país de destino más importante para mujeres víctoma de tráfico de personas, especialmente de mujeres filipinas y tailandesas. El Ministerio de asuntos exteriores de EE. UU. ha valorado Japón como un ‘Nivel 2' o ‘Pretendiente a Nivel 2'  cada año desde 2001, en su informe anual el tráfico de personas. Ambas calificaciones implicaban que Japón (en mayor o menor medida) no cumplía plenamente con los estándares mínimos para la eliminación del tráfico de personas. A partir de 2009, se estima que entre 200.000 y 400.000 personas son objeto de trata a través del sudeste asiático, gran parte de ellas con fines de prostitución. Es común que las mujeres tailandesas vayan engañadas a Japón y sean vendidas a burdeles controlados por la Yakuza donde están forzados para "saldar sus deudas". En Camboya al menos un tercio de las 20.000 personas que trabajan en la prostitución son niños, algunos tan jóvenes como 5 años. A finales de la década de 1990, UNICEF estimó que  hay 60.000 prostitutas infantiles en las Filipinas, describiendo los burdeles de Ángeles como "notorios" para ofrecer sexo con niños.
Durante la última década se ha estimado que entre 6.000 y 7.000 niñas son víctimas de trata de Nepal cada año. Pero estos números han aumentado sustancialmente recientemente. Las cifras actuales de niñas traficadas fuera del país son ahora de 10.000 a 15.000 al año. Esto se agrava ya que la Agencia Central de Inteligencia de los EE. UU. Declara que la mayoría de las niñas víctimas de trata actualmente valen, en su período como trabajadoras sexuales, aproximadamente $ 250 000 (USD) en el mercado de comercio sexual.
En el sur de la India y el estado de Odisha, en el este de la India, ocurre la devadasi una práctica de la prostitución jerodúlica, con formas tradicionales similares como basavi, que implica dedicar a niñas adolescentes prepúberes y jóvenes de las aldeas en un matrimonio ritual con una deidad o un templo, trabajando posteriormente en el templo y funcionando como guías espirituales, bailarinas y prostitutas al servicio de los devotos varones en el templo. Los informes del Human Rights Watch afirman que las devadasis se ven obligadas a prestar este servicio y, al menos en algunos casos, a ejercer la prostitución para los miembros de las castas superiores. Varios gobiernos estatales de la India promulgaron leyes para prohibir esta práctica tanto antes de la independencia de la India como más recientemente. Incluyen la Ley Devdasi de Bombay de 1934, la Ley Devdasi de Madrás de 1947 (prevención de la dedicación), la Ley Karnataka Devdasi de 1982 (prohibición), y la Ley Andhra Pradesh Devdasi de 1988 (prohibición). Sin embargo, la tradición continúa en ciertos regiones de la India, en particular los estados de Karnataka y Andhra Pradesh.

#### Corea del Norte
Ha habido denuncias de que el estado de Corea del Norte ejerce la prostitución forzosa. Se ha sugerido que se recluta a niñas de hasta 14 años para trabajar en kippŭmjos. No todas las miembros de kippŭmjos trabajan como prostitutas; la fuente utilizada no es clara en cuanto a si sólo se dedica a la prostitución a mujeres adultas o si existe prostitución de niños. Otras actividades también serían realizar masajes y cantar y bailar semidesnudas. Según la misma fuente de abril de 2005, "del 60 al 70% de los desertores de Corea del Norte en la República Popular China son mujeres, de las cuales del 70 al 80% son víctimas de la trata de personas". Se dice que las autoridades norcoreanas castigan severamente o incluso matan a las prostitutas repatriadas y matan a sus hijos de padres chinos, nacidos y no nacidos por igual.

## Historia
La prostitución forzosa ha existido a lo largo de la historia. 

### Esclavitud y prostitución – el ejemplo de Phaedo de Elis
Fedón de Elis era nativo del estado de ciudad de Antigua Grecia Elis, habiendo nacido en la élite. Fue tomado prisionero en su juventud, y pasado a las manos de un comerciante de esclavos ateniense que por la belleza personal de Fedón decidió forzarle a la prostitución masculina. Afortunadamente para él, se hizo amigo de Sócrates y, según Diógenes Laercio, Fedón fue comprado por uno de los amigos de Sócrates. Él aparece en el diálogo de Platón Fedón, el cuál toma su nombre de él, y más tarde se convirtió en filósofo importante en su derecho propio.
El caso de Fedón atrajo atención especial debido a sus estas circunstancias excepcionales. Incontables otros esclavos, hombres y mujeres, eran menos afortunado y vivían sus vidas en prostitución perpetua. Los maestros podían, y a menudo forzaban, a sus esclavos a tener sexo con ellos, pero también les obligaban ejercer prostitución remunerada a otros para su beneficio propio. 

### Guerra de Canudos en Brasil
La Guerra de Canudos (1895–1898) fue un conflicto desigual entre el estado de Brasil y 30 000 habitantes de Canudos en el estado nororiental de Bahía. Se trata de la guerra civil más mortífera en historia brasileña, acabando con en una masacre. Después de un número de fracasados intentos mediante supresión militar, un fin brutal ocurrió en octubre de 1897, cuando una fuerza mayor del ejército brasileña invadió el pueblo matando casi todos los habitantes. Los hombres fueron troceados a piezas delante de sus mujeres y niños. En el periodo posterior, algunas de las mujeres supervivientes fueron tomadas cautivas y enviadas a burdeles en Salvador.

### Alemania nazi

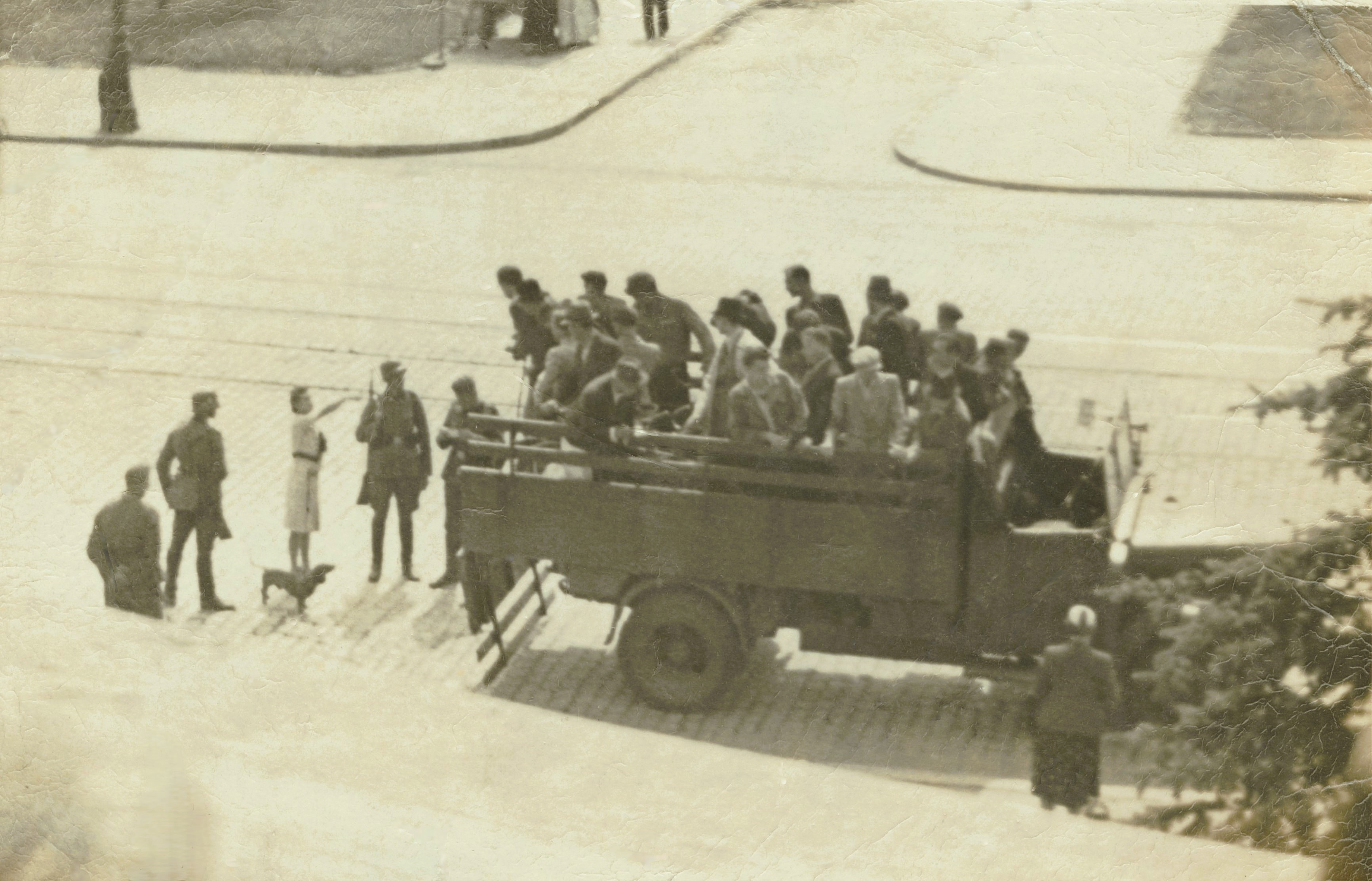
Łapanka de 1941 en Varsovia, distrito de Żoliborz. Las mujeres jóvenes seleccionadas eran más tarde forzadas a burdeles militares.

El Tercer Reich estableció prostíbulos militares alemanes en la Segunda Guerra Mundial en gran parte de la Europa ocupada para el uso de los soldados de la Wehrmacht y las SS. Estos burdeles eran generalmente creaciones nuevas, pero a veces, se establecieron utilizando burdeles existentes, así como muchos otros edificios. Hasta 1942, había alrededor de 500 burdeles militares de este tipo en la Europa ocupada por los alemanes. A menudo operando en hoteles confiscados y custodiados por la Wehrmacht, estas instalaciones solían servir a los soldados que viajaban y a los retirados del frente. Según los registros, al menos 34.140 mujeres europeas se vieron obligadas a ejercer la prostitución durante la ocupación alemana de sus propios países junto con las prisioneras de los burdeles de los campos de concentración. En muchos casos en Europa del Este, las mujeres involucradas fueron secuestradas en las calles de ciudades ocupadas durante redadas militares y policiales alemanas llamadas łapanka o rifa.
En la Segunda Guerra Mundial, la Alemania nazi estableció burdeles también en los campos de concentración (Lagerbordell) para crear un incentivo para que los prisioneros colaboraran, aunque estas instituciones fueron utilizadas principalmente por Kapos, "funcionarios prisioneros" y criminales, porque los reclusos ordinarios, no tenían dinero para pagar, se encontraban en un mal debilitados o en estado de salud además de recelosos de la exposición a los esquemas de Schutzstaffel (SS). Al final, los burdeles del campo no produjeron ningún aumento notable en los niveles de productividad laboral de los prisioneros, sino que, en cambio, crearon un mercado de cupones entre los privilegiados del campo. Las mujeres obligadas a ingresar en estos burdeles procedían principalmente del campo de concentración de Ravensbrück, a excepción de Auschwitz, que empleaba a sus propios prisioneras. Hubo casos de mujeres judías obligadas a ejercer tal prostitución, a pesar de que los soldados alemanes que tenían relaciones sexuales con ellas violaron las propias leyes de Núremberg de los nazis.

### "Mujeres de consuelo"
"Mujeres de consuelo" es un eufemismo para las mujeres que trabajan en burdeles militares, especialmente por el ejército japonés durante la Segunda Guerra Mundial.
Se estima que alrededor de 200 000 mujeres fueron involucradas, con estimaciones tan bajas como 20 000 de algunos académicos japoneses y estimaciones de hasta 410 000 de algunos académicos chinos, pero el desacuerdo sobre las cifras exactas aún se está investigando y debatiendo siendo un asunto es todavía altamente político en ambos Japón y el resto de la Extremo Oriente. Los historiadores y los investigadores han declarado que la mayoría era de Corea, China, Japón y Filipinas pero mujeres de Tailandia, Vietnam, Malasia, Taiwán, Indonesia, Timor Oriental y otros territorios japoneses ocupados tuvieron "mujeres de comodidad". Las estaciones estuvieron localizadas principalmente en Japón, China, las Filipinas, Indonesia, entonces Malasia británica, Tailandia, entonces Birmania,  Guinea Nueva, Hong Kong, Macau, y lo que era la Indochina francesa.
Según los informes, las mujeres jóvenes de países bajo control imperial japonés fueron secuestradas de sus hogares. En algunos casos, también se contrató a mujeres con ofertas para trabajar en el ejército. Sin embargo, el historiador japonés Ikuhiko Hata declaró que no hubo un reclutamiento forzado organizado de mujeres de consuelo por parte del gobierno o el ejército japonés.

Sin embargo, otros historiadores japoneses, utilizando el testimonio de antiguas mujeres de consuelo, han argumentado que el Ejército japonés Imperial y Armada Imperial Japonesa  estuvieron directa o indirectamente involucrados en coaccionar, engañar, atraer y, a veces, secuestrar a mujeres jóvenes en las colonias asiáticas y los territorios ocupados de Japón.

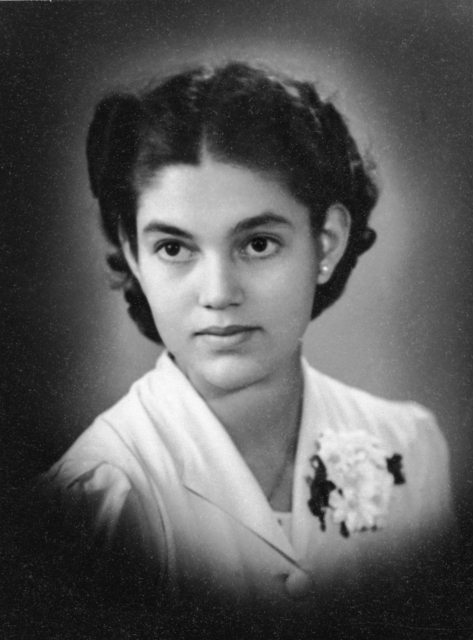
Jan Ruff O'Herne, neerlandesa capturada e internada en Ambarawa (en Indonesia) tras la ocupación japonesa de las Indias Orientales. En los meses subsiguientes, O'Herne, junto con otras seis mujeres neerlandesas, fueron violadas, día y noche, por el personal militar japonés. O'Herne decidió contar su historia en sus memorias personales Fifty Years of Silence (1994).
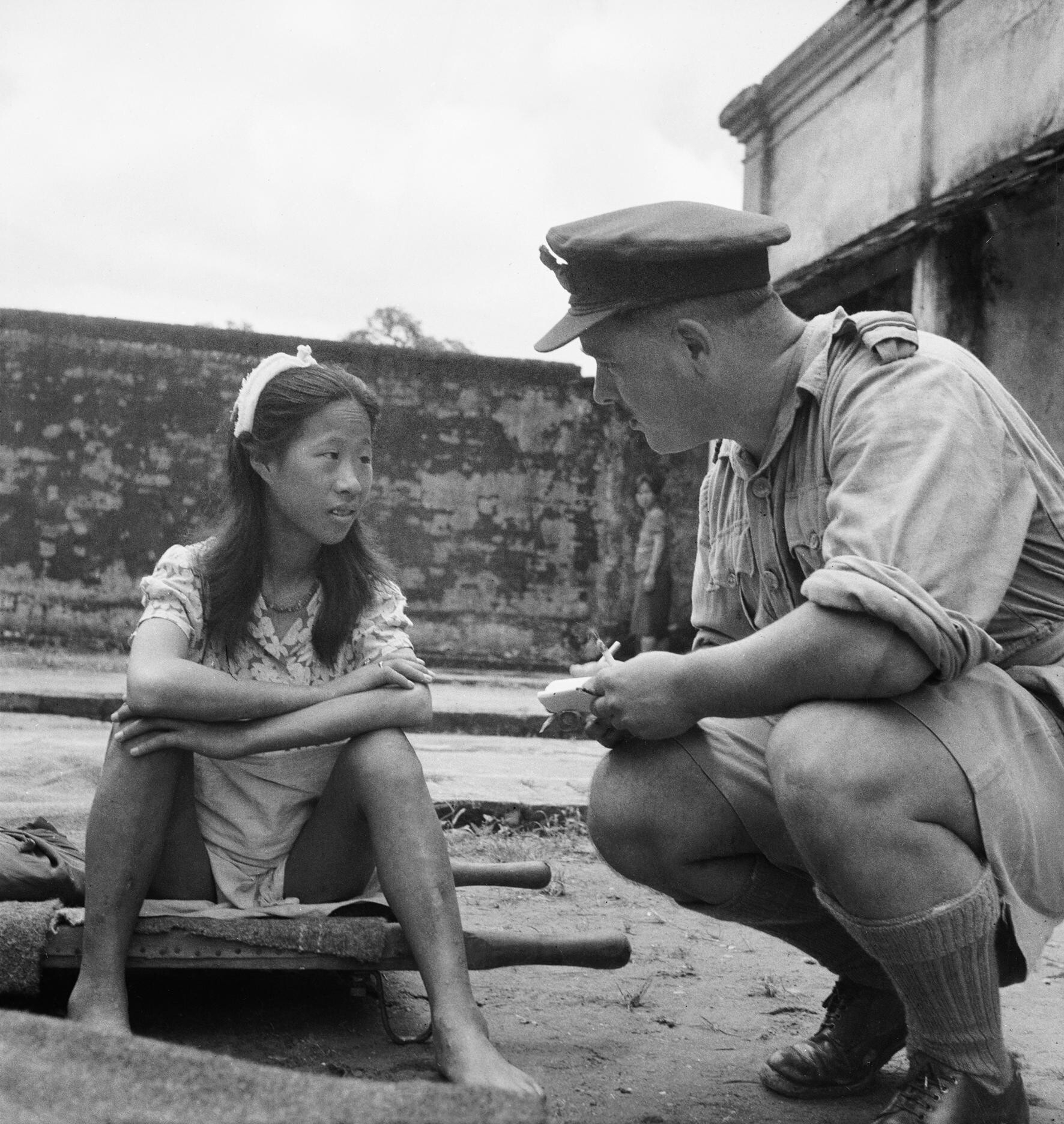
Rangún, Birmania a 8 de agosto de 1945. Una mujer china étnica "de consuelo" del Ejército japonés Imperial es entrevistada por un agente aliado.

## Legislación internacional
- ILO Forzó Convención Laboral, 1930 (Núm. 29)
- ILO Abolición de Convención Laboral Forzada, 1957 (Núm. 105)
- ILO Convención de Edad mínima, 1973 (Núm. 138)
- ILO Formas peores de Niño Convención Laboral, 1999 (Núm. 182)